# بهیمرپار
بهیمرپار (به لاتین: Bhimerpar) یک روستا در بنگلادش است که در استان باریسال و در ناحیه باریسال واقع شده است.